# Площади Харькова
Список и краткие характеристики городских площадей города Харькова:
| Название площади      | Другие (прежние) названия | Исторический район                    | Административный район                    | Примыкающие улицы | Вид площади | Уточняющие сведения | Категория изображений                                                       |  |
| --------------------- | --- | ------------------------------------- | ----------------------------------------- | --- | ----------- | --- | --------------------------------------------------------------------------- |  |
| † Александра Невского | Пустырь | Заиковка/Левада                       | Основянский                               | Гольдберговская ул. |             | Названа по Александро-Невской церкви (1881), находившейся на Заиковской ул. метрах в 300-х от Змиёвской ул. (просп. Гагарина), по левой стороне, за мостом над ж. д. Застроена, название осталось |                                                                             |  |
| Александровская       | до мая 2009 безымянная | ХТЗ                                   | Индустриальный                            | Индустриальный проспект, Александровский проспект (на углу)                                                               |             | Названа решением горсовета от 29 апреля 2009 в честь Александра, священномученика Харьковского |                                                                             |  |
| Архитекторов          | Площадь Бекетова | Нагорный район                        | Киевский                                  | Пушкинская ул., Совнаркомовская ул.                                                                                       |             | площадь проектируется |                                                                             |  |
| Аэрофлотская          | Площадь аэропорта, Аэровокзальная, Привокзальная | условно — Основа                      | Слободской                                | Аэрофлотская ул. |             | Появилась со строительством аэропорта «Основа» (1928), оформлена в начале 1950-х |                                                                             |  |
| Базарная              | Ильича (до 2016) | Новая Бавария Красная Бавария         | Новобаварский                             | Ново-Баварский проспект (Ильича) улица Китаенко улица Петра Свинаренко                                                    |             | Перед ДК ИльичаПочтовый индекс 61020 |                                                                             |  |
| Защитников Украины    | Конная, Восстания (до 2016) | Немышлянская слобода                  | Салтовский                                | просп. Героев Харькова, ул. Богдана Хмельницкого, ул. Молочная, ул. Броненосца Потёмкина                                  |             | Названа по историческому Конному базару. Переименована в 2016 во имя героических «Защитников Украины», отразивших российскую агрессию в 2014—2016 гг., которым на площади в 2015 установлен соответствующий камень |                                                                             |  |
| 23 Августа            | нет | Павлово Поле                          | Шевченковский                             | Проспект Науки, ул. 23 Августа                                                                                            |             | Планировалось открытие после постройки метро; Сейчас занята автостоянкой супермаркета «Билла» и Павловопольским рынком. У Лейбфрейда названа будущей площадью на ул. 23 Августа. Названа в честь даты окончательного освобождения города от фашистов                                                                                    |                                                                             |  |
| Инженерная            | нет | Балашовка                             | Слободской                                | Плехановская ул., Балашовский проезд                                                                                      |             | Район завода им. Малышева. Находится между Плехановской ул. и зданием заводоуправления ХЗТМ. Названа во имя инженеров, проектировавших советские танки. Почтовый индекс 61037 |                                                                             |  |
| Ирины Бугримовой      | Воскресенская (до 1919), Урицкого (1919—2004) | Захарьков Нетечь (Занетечь)           | Основянский                               | Гимназийная наб., Нетеченская наб., Грековская ул.                                                                        |             | Названа по Воскресенской церкви, затем по убитому председателю петроградской ЧК, потом по укротительнице тигров |                                                                             |  |
| Каменец-Подольская    | | Сортировка (Харьков)                  | Холодногорский                            | ? |             | Район Северного Поста. Названа именем западноукраинского города Кам.-Подольского. Почтовый индекс 61040 |                                                                             |  |
| † Каплуновская        | Каплуновское кладбище | Нагорный район, «Дурноляповка»        | Киевский                                  | Пушкинская ул., ул. Манизера, Каплуновская улица                                                                          |             | Названа по новой Каплуновской церкви (1912). Застроена в 1932/1934 с постройкой семиэтажного дома для ХПЗ (Центральный городской гастроном) |                                                                             |  |
| Благовещенская        | Благовещенская, Карла Маркса (до 2010-х) | Залопань                              | Холодногорский                            | Благовещенская улица, Рождественская улица, Коцарская ул.                                                                 |             | Образовалась в XVII веке. Названа по старой деревянной Благовещенской церкви |                                                                             |  |
| Конституции           | Ярмарочная, Николаевская, Тевелева, Советской Украины | Нагорный район                        | Шевченковский                             | Сумская улица, просп. Героев Харькова, Университетская ул., Бурсацкий спуск, Рымарская ул., ул. Короленко, пер. Мечникова |             | Появилась не позднее 1659, одновременно с Харьковским острогом. Названа по старой Николаевской церкви | Nikolaevskaya Square Tevelev Square Constitution Square Площадь Конституции |  |
| Национальной Гвардии  | Жандармская, Екатеринославская, Таможенная, Всеобуча (с 1920), Красного Пожарника, Красного Милиционера (с 1926), Малиновского, Милиционера (2002—2016)                                                              | Гончаровка                            | Новобаварский                             | Полтавский шлях, улица Маршала Конева                                                                                     |             | Названа по Харьковскому жандармскому управлению и по Екатериновлавской дороге, затем именем советского маршала ВОВ Р. Малиновского. В 2002 из названия убрано название «Красного» (Милиционера). В XX в. частично застроена. Переименована в 2016 во имя «Героев Национальной гвардии», отразивших российскую агрессию в 2014—2016 г.г. |                                                                             |  |
| † Мироносицкая        | Мироносицкое кладбище, троллейбусный парк (1930—1946), сквер Победы (c 1946) | Нагорный район                        | Киевский                                  | Сумская ул., ул. Жён Мироносиц, Чернышевская ул., ул. Скрыпника, ул. Гоголя, Мироносицкая ул.                             |             | Образовалась в конце XVIII века. Названа по старой Мироносицкой церкви. После разрушения церкви частично застроена, частично засажена сквером Победы, частично стала ул. Скрыпника | Mironositskaya church Victory Square                                        |  |
| Первого Мая           | Беговая | Нагорный район                        | Киевский                                  | Ул. Веснина, Мироносицкая ул., Чернышевская ул., улица Алчевских                                                          |             | Появилась с постройкой ипподрома в самом начале XX века (1900-е). Переименована в честь первой маёвки в 1920-х годах. |                                                                             |  |
| Поэзии (с 1963?)      | Немецкая, Лютеранская | Нагорный район                        | Киевский                                  | Пушкинская ул., Чернышевская ул.                                                                                          |             | Образовалась в начале XX века. Названа по лютеранской кирхе (1914). Переименована в честь первого в СССР книжного магазина «Поэзия» |                                                                             |  |
| Привокзальная         | Архиерейская левада, Вокзальная, Кагановича (193.-?) | Гончаровка                            | Холодногорский                            | ул. Евгения Котляра, Славянская ул., Екатеринославская                                                                    |             | Появилась с постройкой первого харьковского вокзала (1869). Состоит из двух частей, разделённых зданием Управления ЮЖД (1914-16). Вторая часть с новым трамвайным кругом появилась как площадь после сноса зданий в 1960-х годах. | Южный вокзал Railway pochtamt                                               |  |
| Сергиевская           | Лопанский базар (до пожара 1835 г.), Сергиевский ряд, Сергиевские ряды, Сергиевская площадь (с середины XIX в. до 1932), Пролетарская (1932—2016)                                                                    | Подол                                 | Шевченковский, Основянский                | Клочковская ул., спуск Халтурина                                                                                          |             | |                                                                             |  |
| Павловская            | Лобная, Народная, Торговая, Павловская, Розы Люксембург (до 2016) | Подол Лопанская стрелка (частично)    | Шевченковский, Основянский                | Университетская ул., Банный пер., Армянский пер., ул. Гамарника                                                           |             | Образовалась во второй половине XVII века. В середине XIX названа по дому купца Павлова. |                                                                             |  |
| Героев Небесной сотни | Михайловская, Сенная, Плац-парадное место, Скобелевская (1882—1919), Руднева (1919—2016) | Захарьков                             | Основянский                               | просп. Героев Харькова, ул. Руставели, Нетеченская ул.                                                                    |             | Возникла в конце XVIII века на месте крепостного вала. Названа по старой церкви Михаила Архангела. В 1919 названа именем красного военачальника Николая Руднева, похороненного на площади. Переименована в 2016 во имя Героев Незалежности 2014 г. ради падения «преступного режима Януковича»; памятник Рудневу при этом был снесён.   |                                                                             |  |
| Рыбная                | Рыбный базар | Подол, Лопанская стрелка              | Основянский                               | Университетская улица, Банный пер., Кооперативная ул., Кузнечная ул.                                                      |             | Расположена на стрелке у Рыбного моста. Названа по ранее существовавшему рыбному рынку. |                                                                             |  |
| Рыночная              | Дунинская левада, Базарная | Залопань                              | Холодногорский                            | Благовещенский базар |             | Образовалась в XIX веке (после 1834) |                                                                             |  |
| Свободы               | Ветеринарная (часть нынешней; названа по зданию ветеринарного института), по существу пустырь (до 1925), Дзержинского (до 1996), Немецкой армии (1942-43), Лейбштандарта СС (1943), Майдан Незалежности (1996—98)(?) | Нагорный район                        | Шевченковский                             | Сумская улица, ул. Тринклера, проспект Науки, Клочковский спуск                                                           |             | Спланирована В. Троценко в 1923, окончательно в 1925, замощена в 1930-32 | Gosprom «Queen» in Kharkov (2008)                                           |  |
| Советская             | | Большая Даниловка                     | Киевский                                  | ? |             | Переименована («декоммунизирована») в 2016. Почтовый индекс 61107 |                                                                             |  |
| Советской Украины     | До 2011 — сквер возле ДК ХТЗ. Не путать с площадью Конституции | ХТЗ                                   | Индустриальный                            | Индустриальный проспект(?)                                                                                                |             | Названа решением горсовета от 2011 из-за переноса туда с пл. Конституции пямятника Советской власти. Переименована («декоммунизирована») в 2016 |                                                                             |  |
| Театральная           | Театральный сквер, сквер Гоголя | Нагорный район                        | Киевский                                  | Сумская ул., Пушкинская ул., ул. Гоголя, ул. Донца-Захаржевского                                                          |             | Образовалась в конце XVIII века на месте земляного оборонительного городского вала. Названа в начале XIX веке по старому городскому театру |                                                                             |  |
| † Тюремная            | Арестантская | Залопань                              | Холодногорский                            | Полтавский шлях, ул. Маршала Малиновского, Рождественская ул.                                                             |             | Названа по Тюремному замку (тюрьме) возле вокзала. Застроена в XX веке |                                                                             |  |
| Университетская       | Соборная, Советская, сквер Павших борцов (Революции) | Университетская горка, Нагорный район | Шевченковский                             | Университетская ул., спуск Халтурина, Соборный пер.                                                                       |             | Названа по Успенскому собору и старому зданию университета. Переименована в Павших борцов в начале 1920-х. В центре площади находится памятник Павшим борцам hеволюции с веч.огнём. В 2015 памятник перекрасили и переименовали в Борцам за незалежность Украины.                                                                       |                                                                             |  |
| Фейербаха             | Вознесенская (до 1919?) | Захарьков                             | Салтовский, ул. Фейербаха, пер. Фейербаха | просп. Героев Харькова |             | Названа по Вознесенской церкви, затем именем материалиста Людвига Фейербаха. Расположена перед ХИИТом |                                                                             |  |
| Шести углов           | Площадь пяти углов (правильно — пяти улиц), иногда неправильно наз. Мироносицкая | Нагорный район                        | Киевский                                  | Чернышевская улица, ул. Алчевских (Артёма), ул. Гиршмана                                                                  |             | |                                                                             |  |
| Шуберта               | | Посёлок Герцена (Харьков)             | Слободской                                | Забайкальский переулок |             | Названа именем композитора Франца Шуберта. Почтовый индекс 61105 |                                                                             |  |
| Ярослава Мудрого      | Бассейная, сквер с фонтаном у к/т имени Жданова | Нагорный район                        | Киевский                                  | Пушкинская ул., ул. Ярослава Мудрого (Бассейная)                                                                          |             | Названа (как и улица) из-за построенной в 1900-х в китайском стиле башни напорного бассейна харьковского водопровода. Вновь площадь с декабря 2007 года в честь святого Вел.князя Ярослава |                                                                             |  |